# Monika Anders
Monika Anders (* 16. Februar 1951) ist eine ehemalige deutsche Richterin und Autorin juristischer Fachbücher. Sie war von 1996 bis 2018 Präsidentin des Landgerichtes Essen. Seit 2020 gibt sie zusammen mit Burkhard Gehle den Kommentar zur Zivilprozessordnung heraus, der bis dahin unter dem Namen Baumbach/Lauterbach Generationen von Juristen bekannt war.

## Leben und Wirken
Monika Anders wurde nach dem Studium der Rechtswissenschaften im Jahr 1979 an der Universität zu Köln mit dem Thema Die Informationsrechte des Wirtschaftsausschusses in einer Aktiengesellschaft zur Dr. jur. promoviert. Anschließend wechselte sie mit Wirkung vom 13. August 1979 als Assessorin in den richterlichen Dienst des Landes Nordrhein-Westfalen und war zunächst am Landgericht Köln tätig. Es folgte eine Abordnung an das Oberlandesgericht Köln, wo sie unter anderem am Landesprüfungsamt tätig war. 
Zum 1. Oktober 1982 erhielt Anders eine Planstelle als Richterin am Landgericht Köln. Ab Oktober 1985 wurde sie an das nordrhein-westfälische Justizministerium in Düsseldorf abgeordnet, wo sie bis Mai 1988 in der Personal- und Haushaltsabteilung tätig war. Von 1988 bis Januar 1991 arbeitete sie als Richterin am Oberlandesgericht Köln. Im Februar 1992 wechselte Anders erneut an das nordrhein-westfälische Justizministerium, wo sie im Range einer Leitenden Ministerialrätin als stellvertretende Leiterin des Landesjustizprüfungsamtes fungierte.
Zum 10. Juni 1996 wurde Anders als Nachfolgerin von Gero Debusmann zur Präsidentin des Landgerichts Essen ernannt. 
Ende Februar 2018 ging Monika Anders im Alter von 67 Jahren in den Ruhestand, ihre Nachfolgerin wurde Gudrun Jockels.

## Publizistische Tätigkeit
Während ihrer ersten Tätigkeit am Düsseldorfer Justizministerium veröffentlichte Monika Anders zusammen mit ihrem Richterkollegen Burkhard Gehle im Jahr 1986 das Fachbuch Das Assessorexamen im Zivilrecht. Der Titel entwickelte sich zu einem Standardwerk in der juristischen Fachliteratur und war und ist als Anders/Gehle der Begleiter von Generationen von Rechtsreferendaren. Bis 2022 erschienen mittlerweile 15 Auflagen. Neben der Mitwirkung in einigen anderen Fachbüchern im Bereich Zivilrecht übernahm Anders 2020 zusammen mit Gehle zudem die Herausgeberschaft des ZPO-Kommentars, der von Adolf Baumbach begründet worden war. Seit der 80. Auflage 2022 werden, bedingt durch eine Neubewertung der Personen Baumbachs und Lauterbachs durch den Verlag C. H. Beck, Anders/Gehle als alleinige Herausgeber im Buchtitel genannt.

## Schriften (Auswahl)
- Die Informationsrechte des Wirtschaftsausschusses in einer Aktiengesellschaft. Universität zu Köln, Rechtswissenschaftliche Fakultät, Dissertation, 1979.
- Mit Burkhard Gehle: Das Assessorexamen im Zivilrecht. Verlag Franz Vahlen, München, Erstauflage 1986, zuletzt 16. Aufl., 2024. ISBN 978-3-8006-7255-4
- Herausgegeben mit Burkhard Gehle: Zivilprozessordnung. C.H. Beck, München, Herausgeberschaft seit der 78. Auflage 2020, zuletzt 83. Auflage, 2025. ISBN 978-3-406-81992-6
- Mit Burkhard Gehle und Wolfgang Kunze:  Streitwertlexikon. Werner, Düsseldorf, 4., neubearb. und erw. Aufl. 2002, ISBN 978-3-8041-1079-3
- Mit Burkhard Gehle: Das Recht der freien Dienste. de Gruyter, Berlin, New York 2001, ISBN 978-3-11-015012-4